# Lacul Lacea
Lacea (rusă Лача) este un lac situat în partea de NV a Rusiei, în Regiunea Arhanghelsk. Are o suprafață de 356 km². Cel mai apropiat oraș (5 km) este Kargopol.